# Museo nazionale del Risorgimento italiano
Il Museo nazionale del Risorgimento italiano è il più grande spazio espositivo di storia patria italiano, il più antico e il più importante museo dedicato al Risorgimento italiano per via della ricchezza e della rappresentatività delle sue collezioni e l'unico che abbia ufficialmente il titolo di "nazionale", riconoscimento ottenuto grazie al regio decreto nº 360 dell'8 dicembre 1901. Fondato nel 1878, si trova a Torino all'interno dello storico palazzo Carignano.
È dedicato all'epoca risorgimentale, durante la quale avvenne l'unificazione politica dell'Italia. I reperti esposti nel museo, risalenti a un periodo storico più ampio, sono databili tra il 1706 (anno dell'assedio di Torino) e il 1946 (nascita della Repubblica Italiana) con particolare attenzione, come già accennato, ai cimeli risorgimentali, che invece sono legati a un lasso di tempo compreso tra la fine del XVIII secolo e l'inizio della prima guerra mondiale. Le collezioni sono conservate all'interno del piano nobile del palazzo.

## Storia

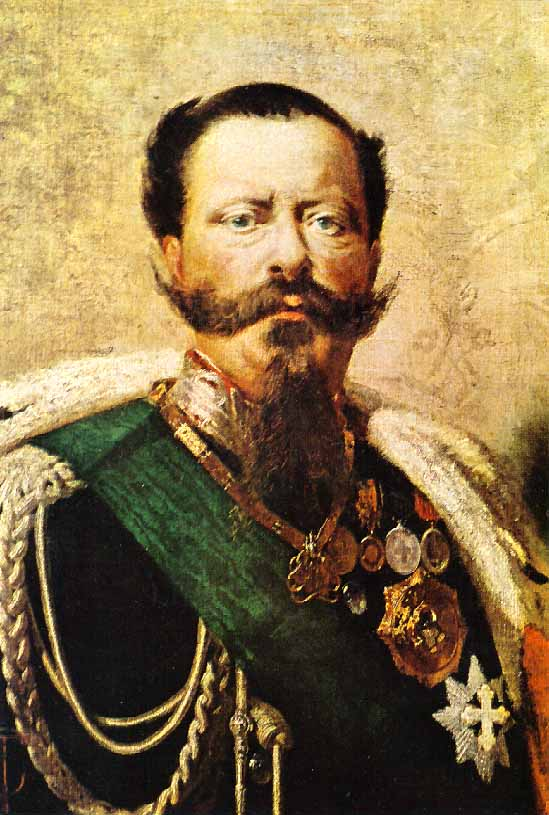
Ritratto di Vittorio Emanuele II, esposto al museo. Il primo re dell'Italia unita nacque proprio all'interno di palazzo Carignano

Il museo, che è stato fondato nel 1878 per celebrare la morte del primo re dell'Italia unita, nacque con il nome di "Ricordo nazionale di Vittorio Emanuele II". Dopo alcuni allestimenti provvisori e temporanei, tra cui quello del 1884 in seno all'Esposizione generale italiana di Torino e quello del 1899 all'interno del museo civico di Torino, ebbe la sua prima sede permanente nel 1908 nella Mole Antonelliana, dove fu inaugurato il 18 ottobre dell'anno citato.
Dopo aver subito nuovamente un trasferimento temporaneo nel 1930 all'interno del palazzo del Giornale, che si trova nel parco del Valentino, nel 1938 giunse definitivamente a palazzo Carignano, l'edificio barocco di Guarino Guarini dove ebbe precedentemente sede, dal 1848 al 1860, la Camera dei deputati del Parlamento del Regno di Sardegna (conosciuto anche come "Parlamento subalpino") e dal 1861 al 1865 la Camera dei deputati del Parlamento del Regno d'Italia. 

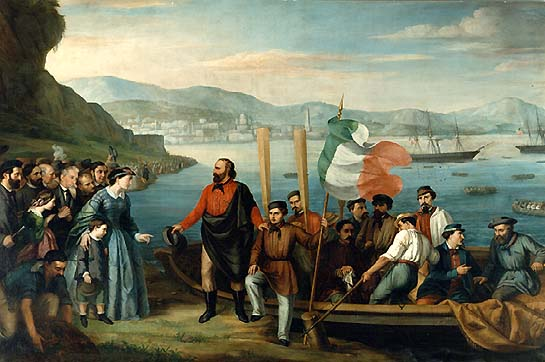
Dipinto conservato nel museo che rappresenta Garibaldi e i Mille in partenza da Quarto

Quest'ultima venne ospitata in un'aula provvisoria nel cortile, poi smantellata, in attesa della fine dei lavori per il raddoppio del palazzo e per la realizzazione di una grande aula che avrebbe dovuto ospitare i deputati del neo costituito Regno d'Italia. Terminati i lavori, che vennero eseguiti tra 1864 e 1871, la grandiosa aula, l'ultima del percorso di visita del museo, non servì più allo scopo e quindi non venne mai usata, dato che la capitale e il parlamento avevano già lasciato Torino per essere trasferiti a Firenze.
All'interno del museo è quindi possibile visitare due aule parlamentari: quella della Camera dei deputati del Parlamento subalpino, attiva dal 1848 al 1860, ancor oggi intatta e con l'arredamento originale così com'era nel 1860 quando cessò di funzionare, compresi gli scranni originali occupati all'epoca dai parlamentari più importanti (Cavour, Massimo d'Azeglio, Cesare Balbo, Vincenzo Gioberti e Giuseppe Garibaldi) che sono oggi contraddistinti da coccarde tricolori, e quella della Camera dei deputati del Parlamento italiano, mai utilizzata per quella funzione ma oggi ideale sede per ospitare le mostre temporanee e le manifestazioni culturali del museo.
Aggiornamenti delle esposizioni si ebbero nel 1948 in occasione del centenario della prima guerra d'indipendenza e nel 1961 durante le celebrazioni del centesimo anniversario dell'Unità d'Italia. Quest'ultimo ampliamento delle collezioni fu poi ridimensionato nel 1965.
Subito dopo le Olimpiadi di Torino del 2006 il museo è stato chiuso per consentire i lavori di restauro e di riallestimento della parte espositiva. La riapertura è avvenuta solennemente il 18 marzo 2011 in occasione dei festeggiamenti per il 150º anniversario dell'Unità d'Italia alla presenza del presidente della Repubblica Giorgio Napolitano.

## Le esposizioni

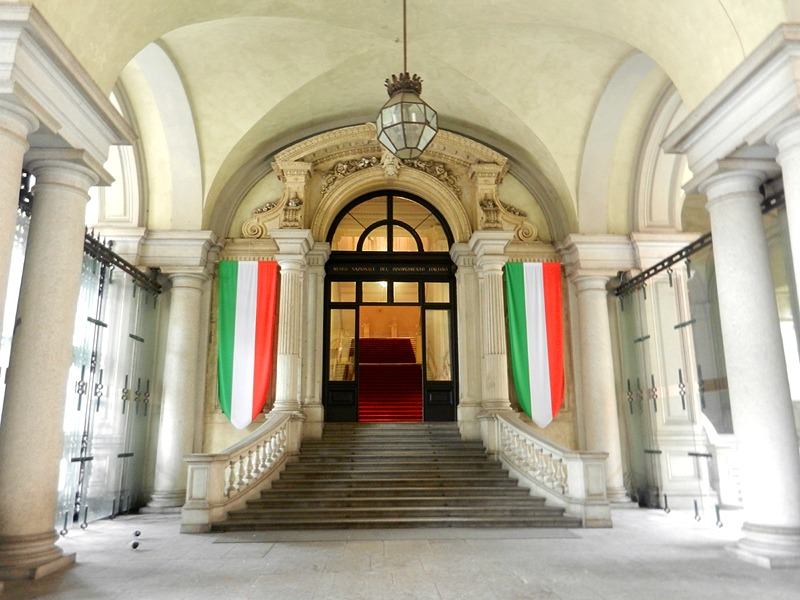
L'ingresso del museo

La tipologia dei reperti presenti è molto varia: armi, vessilli, uniformi, documenti a stampa e manoscritti, e opere figurative. Il posto d'onore è certamente rappresentato dalla Camera dei deputati del Parlamento subalpino, monumento nazionale sin dal 1898 e unico esempio originale al mondo delle aule parlamentari istituite dopo le rivoluzioni del 1848. 

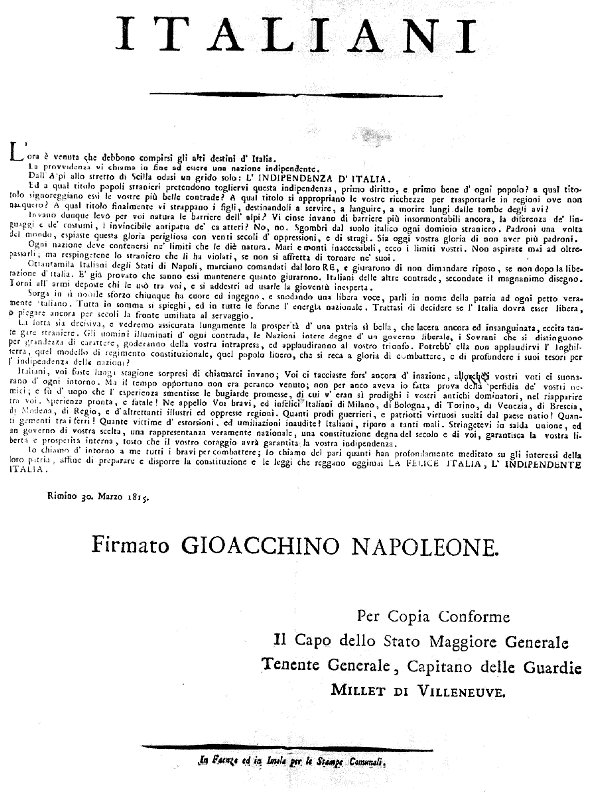
Proclama di Rimini di Gioacchino Murat (1815), conservato al museo

I 2.579 reperti esposti al pubblico, che sono stati selezionati tra i 53.011 appartenenti al museo, descrivono il percorso che portò all'unità d'Italia. Sono presenti riferimenti anche ad altre nazioni europee che hanno acquisito l'indipendenza nel XIX secolo vivendo una stagione paragonabile a quella del Risorgimento italiano. Sono previsti percorsi espositivi per disabili rivolti ai non vedenti, agli ipovedenti e agli ipoudenti.
L'esposizione occupa circa 3.500 m² distribuiti su 30 sale: le prime tre narrano le esposizioni del passato in chiave nazionale (1878, 1961), in ottica piemontese e torinese (1898, 1908, 1911) e in chiave fascista (1935, 1938), per illustrare le diverse interpretazioni che il Risorgimento ha avuto nell'Ottocento e nel Novecento.
Dalla quarta sala in poi inizia l'allestimento vero e proprio: si parte dalla rivoluzione francese (1789) passando per l'età napoleonica (1796-1815), la Restaurazione (1814), i moti del 1820-1821, le rivolte del 1830-1831, le rivoluzioni del 1848, le Guerre d'indipendenza italiane (1848, 1859 e 1866), la spedizione dei Mille (1860), fino a giungere all'esposizione di reperti legati alla proclamazione del Regno d'Italia (1861) e alla presa di Roma (1870), che sono trattati nella sala 24, l'ultima di questo percorso. Nella sala 25 è ricostruito lo studio ministeriale originale di Cavour.
Le sale 26, 27 e 28 sono dedicate a vari aspetti (politica, cultura, società, religiosità, istruzione, diritti dei lavoratori e lotte sindacali, forze armate) dei primi cinquant'anni del Regno d'Italia, visti attraverso gli occhi della borghesia e dei ceti popolari. La sala 29 racconta invece i primi anni del Novecento sino alle soglie della prima guerra mondiale, conflitto che portò poi al completamento dell'unità nazionale con l'annessione del Trentino, dell'Alto Adige e della Venezia Giulia all'Italia.
La sala 30 è ricavata dalla grande aula che avrebbe dovuto ospitare la mai utilizzata Camera dei deputati del Parlamento del Regno d'Italia. In questo salone, che è utilizzato per le mostre temporanee e le manifestazioni culturali del museo, sono esposti dei grandi dipinti rappresentanti la storia militare italiana dal 1848 al 1860, che è raccontata sia dagli eventi legati all'esercito ufficiale sia dagli avvenimenti collegabili all'epopea dei volontari garibaldini. Completano la collezione del museo i 167.750 volumi della biblioteca, che ha sede al quarto piano del palazzo. L'archivio bibliotecario comprende anche 1.916 periodici dell'epoca, 15.000 manifesti e stampe originali, 120.000 documenti e una cospicua raccolta fotografica.